# Сибирский конёк
Сибирский конёк (лат. Anthus gustavi) — вид птиц из семейства трясогузковых. Вид был впервые описан Робертом Суинхо в 1863 году, видовое название дано в честь голландского натуралиста Густава Шлегеля.

## Описание
Сибирский конёк достигает длины от 14 до 15 см. Размах крыльев составляет от 23 до 25 см. Масса варьирует от 20 до 26 г. 
Верхняя часть тела от жёлтого до оливково-коричневого цвета с расплывчатыми, черноватыми продольными полосами, которые более отчётливо выражены на верхушке головы. Надхвостье и кроющие перья хвоста имеют более зеленоватую окраску, чем остальное оперение верхней части тела. Нижняя часть тела от сливочного до белёсого цвета с отчётливыми полосами на боковых сторонах груди. Внешние рулевые перья частично белые. Кроющие крыла имеют беловатые края. 
Над глазами проходит светлая, не всегда отчётливо заметная «бровь». Радужины тёмно-коричневые, окологлазное кольцо сливочного цвета. Надклювье, а также вершина подклювья чёрно-коричневые. Остальное подклювье окрашено в желтоватый цвет, светлее в направлении основания. Ноги красноватого цвета.
Внешне сибирский конёк похож на краснозобого и лугового коньков.

## Распространение
Область распространения сибирского конька простирается от реки Печоры до Чукотского полуострова. Кроме того, вид гнездится на Камчатке и Командорских островах. Птица предпочитает густые заросли вблизи берегов рек, обитает, тем не менее, также в тундре.
Сибирский конёк — это перелётная птица, которая зимует в Индонезии и на Филиппинах.

## Образ жизни
Сибирский конёк питается преимущественно беспозвоночными, которых находит на земле. Гнездо устраивает на земле. В кладке от 4 до 6 яиц, высиживают которую обе родительские птицы в течение 13 дней. Молодые птицы становятся самостоятельными через 12—14 дней.